# Die Stadt im Tal
Die Stadt im Tal ist ein zweiteiliger Fernsehfilm von Wolfgang Petersen, der 1975 vom Westdeutschen Rundfunk produziert wurde. Die Erstausstrahlung fand am 26. bzw. 28. Januar 1975 im Gemeinschaftsprogramm der ARD statt.

## Handlung

### Teil 1
Die Handlung spielt in der fiktiven Kreisstadt Lugstadt, der Stadt im Tal. Graf Brosch, alteingesessener und einflussreicher Unternehmer der Stadt, unter anderem Inhaber der Brosch-Brauerei und der Brosch-Bau, plant ein umfangreiches Immobilienprojekt im Stadtwald, das von dem Bürgermeister Kammerloher und dessen Mehrheitsfraktion im Stadtrat abgelehnt wird. Unterstützt wird die Ablehnung des Projekts von einer Bürgerinitiative, die sich auch gegen die ihres Erachtens falsche Politik des Bürgermeisters in Hinblick auf die Sanierung der Innenstadt wendet, die es Graf Brosch ermöglicht, Wohnraum in der Innenstadt in Geschäftsräume umzuwandeln.
Graf Broschs Schwiegersohn, Dr. Kastner, Direktor des Lugtaler Gymnasiums und Oppositionsführer im Stadtrat, hält im Rahmen der jährlichen Abiturfeier eine Rede, in der er staatstragend auf die Verdienste der Vorgenerationen hinweist. Mit diesem Argument versucht er, kritische Fragen der Jugend im Keim zu ersticken. Ihm widerspricht der Abiturient Max Fantl in seiner Abiturrede und beklagt die schlechte provinzielle Schulausbildung im Lugstädter Gymnasium. Entrüstet verlässt das Lehrerkollegium die Abiturfeier.
Begleitet werden die Vorgänge in Lugstadt vom Lokaljournalisten des Lugtaler Boten, Fridolin Fantl, dem Bruder von Max. Fridolin versucht in seiner Berichterstattung auch die Anliegen der Bürgerinitiative zu berücksichtigen. Seine zaghaften Vorstöße in diese Richtung werden vom Lokalchef Praetorius, der dem abendlichen Stammtisch um Kastner angehört, energisch zurückgewiesen. Anteil an dem politischen Geschehen in Lugtal nimmt auch der fortschrittliche Studienrat Lamprecht, Klassenlehrer der Abiturienten und Mitglied in der Bürgerinitiative. Er freundet sich mit der Witwe Johanna, der Besitzerin des örtlichen Kinos, an, die ihn als Neuankömmling mit den Hintergründen in der Stadt vertraut macht.
Max Fantl studiert in der Stadt. Er kehrt jedoch regelmäßig nach Lugstadt zurück. Hierbei verliebt er sich in Veronika Kastner, Enkelin Graf Broschs, mit der er zusammen sein Abitur absolviert hat.
Die Bürgerinitiative, der auch Stadtrat Wunderlich von der Mehrheitsfraktion angehört, versucht den Stadtwald unter Naturschutz stellen zu lassen, um so das Immobilienprojekt zu verhindern. Auch Heimatpfleger Alten sowie Pfarrer Sommer wenden sich gegen das Projekt, da hierfür eine alte Marienkapelle im Stadtwald weichen müsste.
Graf Brosch telefoniert mit Stadtrat Leichner aus der Mehrheitsfraktion, dem eine Bäckerei in der Innenstadt gehört. Er möchte seine Bäckerei erweitern und eine Filiale in der Weststadt eröffnen. Das Bauprojekt im Stadtwald käme ihm da sehr gelegen. Leichner diskutiert anschließend mit seiner Frau die Folgen einer Zustimmung zum Bauprojekt. Graf Brosch bringt in Gesprächen mehrfach zum Ausdruck, keinen Zweifel daran zu haben, dass er bei der Durchsetzung seines Projektes erfolgreich sein wird. Er lässt seine Gesprächspartner jedoch über seine Pläne im Unklaren.
Fridolin ist zunehmend unzufrieden mit seiner beruflichen Lage. Der Wegzug aus Lugtal scheitert auch am Widerstand seiner Ehefrau, dem er wenig entgegensetzt. Fridolin warnt Max vergeblich vor einer zu frühen Bindung mit Veronika.
In das große Verlobungsfest von Max und Veronika im Burghof platzt die Nachricht von einem nächtlichen Feuerwehreinsatz im Stadtwald. Die alte Marienkapelle steht in hellen Flammen.

### Teil 2
Bei dem nächtlichen Brand im Stadtwald wird die Marienkapelle völlig zerstört. Die Anhänger des Bauprojektes in der Oppositionsfraktion im Stadtrat erkennen, wie misslich die Lage für den Grafen Brosch, der allein von der Zerstörung profitiert, durch den Brand geworden ist. Nach außen machen sie linken Terror, der auf das Wirken der Bürgerinitiative zurückgeht, für den Brand verantwortlich.
Graf Brosch muss noch einen weiteren Stadtrat auf seine Seite ziehen, um die Mehrheit für seinen Antrag im Stadtrat zu sichern. Seine Wahl fällt auf Stadtrat Krötz, von dem er weiß, dass er in finanzielle Schwierigkeiten geraten ist. Bei einem Waldspaziergang mit ihren Ehefrauen sprechen Leichner und Krötz über ihr Abstimmungsverhalten in der entscheidenden Stadtratssitzung am nächsten Tag. Nun offenbart Krötz, dass er mit dem Grafen Brosch bereits verhandelt hat. Er hat Skrupel, seine Stimme zu verkaufen, und weiß noch nicht, wie er sich in der Abstimmung verhalten soll. Leichner versucht ihn zu bestärken, für den Antrag zu stimmen. Er würde jeden verklagen, der behaupten würde, er habe aus sachfremden Erwägungen abgestimmt und Geld genommen.
Der Tag der entscheidenden Abstimmung ist gekommen. Leichner und Krötz stimmen für den Antrag. Bürgermeister Kammerloher steht nun im Stadtrat ohne Mehrheit da. Die Opposition feiert ihren Sieg am abendlichen Stammtisch. In der Krisensitzung im Rathaus erreicht die Runde ein Anruf: Stadtrat Krötz hat volltrunken einen Verkehrsunfall verursacht und tödliche Verletzungen erlitten. Als Graf Brosch der Witwe bei der Beerdigung kondolieren will, wendet sich diese brüsk ab.
Es kommt zu Neuwahlen, aus denen der Oppositionsführer Kastner als Sieger hervorgeht. Er wird neuer Bürgermeister von Lugtal. Die unterlegene Fraktion mit Stadtrat Pfeiffer an der Spitze verbündet sich mit der Bürgerinitiative um ihren Kollegen Wunderlich, damit die Oppositionsarbeit wirkungsvoller gestaltet werden kann.
Das Bauvorhaben des Grafen Brosch kommt zum Erliegen. Wie von Dr. Marquardt von der Wohnungsbaugesellschaft „Grüner Wohnen“ vorausgesagt, können nicht genügend Käufer in Lugtal gewonnen werden. In letzter Minute wendet Graf Brosch den Bankrott ab, indem er das Projekt an die „Grüner Wohnen“ verkauft. Es sollen nunmehr Seniorenapartments entstehen.
Fridolin Fantl wird mit seiner Familie Lugtal verlassen und in die Stadt ziehen, um beruflich neue Perspektiven zu erlangen. Dagegen bleibt sein Bruder Max nach der Hochzeit mit Veronika in Lugtal. Er wird zukünftig für die „Grüner Wohnen“ arbeiten, die auch die Innenstadtsanierung durchführen wird.
Lamprecht und Wunderlich organisieren eine große Veranstaltung auf dem Marktplatz, um gegen die Innenstadtsanierung zu protestieren. Sie bitten um Unterstützung auch für eine Hausbesetzung, die die Umwandlung von Wohnraum verhindern soll. Die neue Opposition unterstützt die Bürgerinitiative dabei demonstrativ. Zeitgleich wird im Burghof das 300-jährige Jubiläum der Brosch-Brauerei unter dem Motto „Was wäre Lugtal ohne die Broschs?“ mit einem Volksfest gefeiert.

## Hintergrund
Die Dreharbeiten fanden vom 17. Juni 1974 bis zum 26. August 1974 in Monschau, Eupen und Köln statt.
Am Beginn des ersten Teils treten Mariele Millowitsch und Peter Millowitsch gemeinsam bei dem Abiturball als Abiturienten auf.

## Kritik
„Mag sein, daß der Stoff, richtig zugeschnitten, für einen lebensnahen wie unterhaltsamen Aufklärungsfilm über Sanierungsprobleme einer Kleinstadt gereicht hätte. Vielleicht wäre gar eine Groteske ‚Die deutschen Kleinstädter '75‘ dabei abgefallen. Doch mit so viel dramaturgischem Flickwerk gehängt und so viel gefühlvoller Watte aufgebauscht, verlaufen die Notizen aus der Provinz zu einem sämigen Groschenroman, durch den gelegentlich irgendein Genosse Trend lahmt.“

„Stimmenkauf und Kinokrise, Frust der Lokalredakteure und Öde der Provinz auch im ehelichen Bett - nichts lässt der Autor aus, häuft es in dieser kleinen Stadt zu einem Schurkenstück, gegen das Courths-Mahlersche Intrigen wie subtile Seelendramen wirken.“